# Glory of the Special Forces
Glory of the Special Forces (chino: 特战荣耀, pinyin: Te Zhan Rong Yao, también conocida como China Special Forces), es una serie de televisión china, la cual  se estrenó el 5 de abril de 2022..
La serie estará basada en la novela "Glory of the Special Forces" de Fenwu Yaoji.

## Sinopsis
Yan Poyue es un estudiante de secundaria que proviene de una familia de soldados, por lo que decide no ingresar a la universidad y unirse a la fuerza policial armada para demostrarle su valía a su padre.
Más tarde, a pesar de graduarse del campamento de entrenamiento con mucho éxito, no le agrada a su instructor Li Qiang, por lo que lo asigna en la cocina. Cuando comienza a trabajar ahí, se sorprende al darse cuenta de que varios soldados de élite también están ahí. Poco después es aceptado en la unidad especial de la policía como aprendiz.
Después de pasar por varios juicios y tribulaciones, Yan Poyue pierde su arrogancia y aprende a trabajar en equipo, logrando finalmente convertirse en un respetado soldado de las fuerzas armadas.

## Reparto

### Personajes principales
| Actor       | Personaje    | N.º de episodios | Notas |
| ----------- | ------------ | ---------------- | --- |
| Yang Yang   | Yan Poyue    | -                | Es un estudiante arrogante que se une a la policía especial y eventualmente se convierte en un respetado soldado de las fuerzas armadas del ejército. |
| Li Yitong   | Ai Qianxue   | -                | Es una especialista en electrónica y la encargada de la información y comunicación de la unidad de inteligencia del ejército.                         |
| Jiang Luxia | Guo Xiaoxiao | -                | Es una francotiradora del ejército. |

### Personajes secundarios
| Actor      | Personaje | N.º de episodios | Notas                    |
| ---------- | --------- | ---------------- | ------------------------ |
| Gao Xin    | -         | -                |                          |
| Meng Hesai | -         | -                |                          |
| Xu Jizhou  | -         | -                |                          |
| -          | Li Qiang  | -                | Instructor del ejército. |

## Episodios
La serie está conformada por 45 episodios.

## Producción
La serie también es conocida como "Te Zhong Bing" (特种兵) o "Special Forces".
Será dirigida por Xu Jizhou (徐纪周) y contará con los guionistas Feng Yi (冯骥) y Dong Qun (董群).
Las filmaciones terminaron el 26 de diciembre del 2019 después de 274 días de filmación.
La serie contará con el apoyo de la compañía de producción "Shanghai Youhug Media".